# Sunwoo Jung-a
Sunwoo Jung-a, solitamente scritto sunwoojunga (선우정아?, 鮮于貞娥?, Seon-u Jeong-aLR, Sŏnu ChŏngaMR; 11 maggio 1985), è una cantautrice, compositrice e produttrice discografica sudcoreana.

## Biografia
Influenzata da My Favorite Things da Tutti insieme appassionatamente, Sunwoo Jung-a si avvicina alla musica da bambina, imparando a suonare il pianoforte e, in seguito, la chitarra; quando entra alle medie, inizia a comporre in MIDI. Dopo aver ascoltato l'album Ultramania di Seo Taiji, da adolescente entra in una rock band, e durante le superiori partecipa ai festival studenteschi e al club scolastico di ballo, oltre a lavorare part-time alla M-Boat Entertainment, registrando le tracce guida per i suoi artisti, dopodiché si laurea in canto. Trovando lo stile del rock poco adatto alle sue corde vocali, passa al jazz, ottenendo un ingaggio al club Blue Moon e un posto nella band jazz Lush Life, con la quale rimane per tre anni. Nel 2006 pubblica il suo primo album, Masstige, e due anni dopo viene scoperta dal cantante Kush, che la presenta ai produttori della YG Entertainment. Yang Hyun-suk la assume dopo aver assistito a una sua interpretazione jazz di Saturday Night di Son Dam-bi; inizia quindi a collaborare alla musica di 2NE1, Lee Hi e GD & TOP, mentre continua a cantare nell'underground fino al 2010. Nel 2013 pubblica il suo secondo album in studio, It's Okay, Dear, ottenendo il riconoscimento della critica, che le assegna i premi di musicista dell'anno e miglior album pop ai Korean Music Award. Il 4 dicembre 2014 esce il progetto jazz Riano Poom realizzato insieme alla pianista Yeom Shin-hye.
Tra il 2017 e il 2018 partecipa al programma televisivo Bongmyeon ga-wang, aggiudicandosi cinque vittorie consecutive. A dicembre 2019 esce il suo terzo album solista, Serenade, un disco autobiografico che raccoglie anche le canzoni contenute negli EP Stand e Stunning usciti nei mesi precedenti.

## Vita privata
Sunwoo Jung-a si è sposata, dopo dieci anni di frequentazione, con Park Chan-young, un uomo non celebre conosciuto a diciannove anni.

## Discografia

### Album in studio
- 2006 – Masstige
- 2013 – It's Okay, Dear
- 2014 – Riano Poom (con Yeom Shin-hye)
- 2019 – Serenade

### Colonne sonore
- 2021 – Nothing Serious (colonna sonora di Yeon-ae ppajin romance)

### EP
- 2016 – 4X4
- 2018 – After My Death OST (colonna sonora di Joe manh-eun sonyeo)
- 2019 – Stand
- 2019 – Stunning

### Singoli
- 2013 – Rush (con Kafka)
- 2014 – Spring Girls
- 2015 – Summer Camp (con Danny Arens e Jinbo)
- 2016 – Hello (con Jung Yong-hwa)
- 2016 – Fireworks (con Jung Yong-hwa)
- 2016 – Far Away
- 2017 – Propose
- 2017 – Cat (feat. IU)
- 2018 – Fine
- 2018 – Outside the Chart (con The Barberettes)
- 2018 – Eternity
- 2018 – Heaven is Mine
- 2020 – Idle Idle
- 2020 – A Spring of Idle Idle Passes By
- 2021 – In the Bed
- 2021 – Buffalo (feat. Dami, Song Eun-i, Yu Seung-woo, Yoon Ji-young, Jeong Se-woon e 15 Oxen)

### Collaborazioni
- 2013 – To My Ex-Girlfriend (San E feat. Sunwoo Jung-ah, in Not Based on a True Story)
- 2014 – Always Being Strangers (Toy con Sunwoo Jung-ah, in Da Capo)
- 2015 – Boredom Addiction (MC Mong feat. Sunwoo Jung-ah, in Song For You)
- 2017 – Secret Garden (IU feat. Sunwoo Jung-ah, in A Flower Bookmark 2)
- 2019 – In Seoul (Epik High feat. Sunwoo Jung-ah, in Sleepless In)
- 2019 – Hitch Hiding (Heize feat. Sunwoo Jung-ah, in She's Fine)

### Brani di colonne sonore
- 2007 – Love is Like the Rain Over the Window (per Du eolgur-ui yeochin)
- 2016 – City Sunset (per Gonghangganeun gil)
- 2017 – Pretend Not to Know (per Churi-ui yeo-wang)
- 2018 – Journey (per Mother)
- 2018 – Upside Down (2018 Ver.) (per Han-imman)
- 2018 – Now Young-hee Is (per Joe manh-eun sonyeo)
- 2019 – Only He (per Save Me 2)
- 2020 – Embrace (per Amudo moreunda)
- 2020 – You Can't Stop It from Blooming (per The King: Eternal Monarch)
- 2020 – Crisis (per Stranger 2)
- 2020 – Sunset (per Hush)
- 2020 – Island (per Myeoneuragi)
- 2020 – Time to Realize (per MapleStory M)
- 2021 – Your Eyes (per L.U.C.A.: The Beginning)
- 2021 – The Road (per Goemul)

## Filmografia
- Bongmyeon ga-wang (복면가왕?) – programma TV, 11 episodi (2017-2018)

## Premi e riconoscimenti
- Korean Music Award
  - 2014 – Musicista dell'anno[15]
  - 2014 – Miglior album pop per It's Okay, Dear[15]
  - 2014 – Candidatura Album dell'anno per It's Okay, Dear[16]
  - 2016 – Candidatura Miglior canzone pop per Spring Girls[17]
  - 2020 – Candidatura Miglior canzone R&B e soul per Classic[18]
  - 2021 – Miglior album R&B e soul per Serenade[19]
  - 2021 – Candidatura Musicista dell'anno[20]
  - 2021 – Candidatura Album dell'anno per Serenade[20]
  - 2021 – Candidatura Canzone dell'anno per Run with Me[20]
  - 2021 – Candidatura Miglior canzone R&B e soul per Run with Me[20]